# Абганерово (Октябрьский район)
Абганерово — село в Октябрьском районе Волгоградской области России, административный центр Абганеровского сельского поселения.
Население — 1483 (2021)

## Название
Название производно от этнонима «абганеры» — названия одного из калмыцких родов, кочевья которого находились на земле, где основано село

## История
Село основано в 1848 году на дорожном тракте от села Цацы в землю Войска Донского в верхнем течении на так называемых калмыцких землях и входило в состав Аксайской волости Черноярскому уезду Астраханской губернии. Село активно заселялось. Сохранились сведения о прибытии поселенцев из Белёвского уезда Тульской губернии, Валуйского и Богучарского уездов Воронежской губернии, Старооскольского уезда Курской губернии. В 1869 году в селе проживало 461 мужчин и 418 женщин. Главным занятием жителей было скотоводство и хлебопашество. По сведениям за 1867 год они содержали 114 лошадей, 1193 крупного и 210 голов мелкого рогатого скота, 2351 овец. 32 козы и 186 свиней.
В 1878 году в Абганерово имелось 226 дворов, проживало 771 мужчин и 758 женщин, в селе действовала церковь Рождества Богородицы, 2 хлебных магазина, торговая лавка, питейное заведение. В 1906 году в селе имелось уже 472 двора, проживало 1692 мужчин и 1661 женщин. земельный надел составлял 16 141 десятин удобной и 14 472 десятин неудобной земли. Жители содержали 2367 голов крупного рогатого скота, 287 лошадей, 15 верблюдов, 4620 овец, 206 свиней, 250 коз. В селе действовало 35 мельниц, 2 овчинных заведения, 3 мануфактурные и 5 бакалейных лавки. В 1916 году действовалb фельдшерский пункт, церковно-приходская школа
С 1920 года — в составе Царицынской губернии, с 1928 года — Нижне-Волжской области, Сталинградского округа Нижне-Волжского края, с 1935 года — Сталинградской области.
В годы Великой Отечественной село было ареной ожесточённых боёв. Здесь проходил средний обвод оборонительного рубежа Сталинграда. Бои за Абганерово продолжались 17 дней — село несколько раз переходило из рук в руки.

## Физико-географическая характеристика
Село расположено в степи в пределах западной покатости Ергенинской возвышенности, относящейся к Восточно-Европейской равнине, в верховьях реки Гнилой Аксай. Средняя высота над уровнем моря — 93 метра. В окрестностях — полезащитные лесополосы, распространены солонцы (автоморфные) и каштановые солонцеватые и солончаковые почвы.
По автомобильным дорогам расстояние до областного центра города Волгограда (до центра города) составляет 110 км, до районного центра посёлка Октябрьский — 52 км. Ближайшая железнодорожная станция Абганерово железнодорожной ветки Волгоград—Тихорецкая Волгоградского региона Приволжской железной дороги расположена в 9,7 км к северу от села. Близ села проходит областная автодорога Волгоград — Котельниково — Сальск. Также Абганерово связано асфальтированным шоссе с селом Садовое, Республика Калмыкия.
Климат
Климат континентальный, засушливый, с жарким летом и относительно холодной и малоснежной зимой (согласнo классификации климатов Кёппена — Dfa). Среднегодовая температура воздуха положительная и составляет + 8,5 °C. Средняя температура самого холодного января −6,9 °С, самого жаркого месяца июля +24,2 °С. Многолетняя норма осадков — 366 мм. В течение года количество осадков распределено относительно равномерно: наименьшее количество осадков выпадает в марте (норма осадков — 25 мм), наибольшее количество — в июне (38 мм).
Часовой пояс
Абганерово, как и вся Волгоградская область, находится в часовой зоне МСК (московское время). Смещение применяемого времени относительно UTC составляет +3:00.

## Население
Динамика численности населения
| 1869 | 1878 | 1897 | 1900 | 1904 | 1908 | 1914 | 1987  | 2002 |
| ---- | ---- | ---- | ---- | ---- | ---- | ---- | ----- | ---- |
| 879  | 1529 | 2084 | 2168 | 2503 | 2779 | 3353 | ≈1900 | 1859 |

| 2010  | 2012  | 2013  | 2014  | 2015  | 2016  | 2017  |
| ----- | ----- | ----- | ----- | ----- | ----- | ----- |
| 1752  | ↘1720 | ↘1715 | ↘1671 | ↘1664 | ↘1644 | ↘1631 |
| 2018  | 2019  | 2020  | 2021  |       |       |       |
| ↘1607 | ↘1580 | ↘1542 | ↘1483 |       |       |       |

## Известные жители и уроженцы
- в Абганерово родился Герой Советского Союза Басанов, Батор Манджиевич. Работал председателем Абганеровского сельского совета[26]
- Гордиенко, Иван Максимович — Герой Советского Союза, родился в Абганерово, в его честь названа улица в селе.